# Ahmad Al-Nawaf Al-Ahmad Al-Sabah
Ahmad Nawaf Al-Ahmad Al-Sabah (Quaite, 1956) é um político e militar kuwaitiano, primeiro-ministro do Kuwait de 24 de julho de 2022 a 4 de janeiro de 2024. É filho de Nawaf Al-Ahmad Al-Jaber Al-Sabah, o falecido Emir do Kuwait.